# Бобров Денис Сергійович
Дени́с Сергі́йович Бобро́в (нар. 25 листопада 1982, Луганськ, Луганська область) — український футболіст, воротар «Інгульця».

## Життєпис
Народився 25 листопада 1982 року в місті Луганськ. Коли Денису виповнився 1 рік, разом із батьками переїхав до міста Токмак Запорізької області. Тут він і навчався футболу. Після школи вступив до Донецького інституту фізкультури.
Спочатку грав на аматорському рівні, залучався до аматорської збірної України, саме там футболіста помітили селекціонери «Системи-Борекс». Команду тоді очолював Олександр Томах, при ньому Денис Бобров дебютував у Другій лізі.
У 2002 році виступав у складі аматорських команд «Моноліт» (Костянтинівка) та «Південьсталь» (Єнакієве). Наступний рік Денис у складі команди «Системи-Борекс» відіграв у Другій лізі. Другу частину сезону 2003/04 провів у житомирському «Поліссі»; наступний сезон — у чернігівській «Десні». У 2006 році поповнив склад армянського «Титана», у складі якого грав із перервою п'ять років. Також по одному року провів у складі МФК «Миколаїв», ялтинської «Жемчужини» та «Мира» (Горностаївка). Другу частину сезону 2012/13 грав за дніпродзержинську «Сталь». Улітку 2014 року Денис поповнив склад команди «АФ П'ятихатська». За перші півроку в новому клубі він провів 15 офіційних матчів.
15 січня 2015 року на офіційному сайті «Інгульця» було оголошено, що Денис Бобров увійшов до тренерського штабу команди як тренер воротарів. Наприкінці грудня 2016 року було оголошено, що Бобров залишив петрівську команду, але 16 січня 2017 року цю інформацію було офіційно спростовано.

## Досягнення

### На професіональному рівні
- Друга ліга:
  -  Бронзовий призер: 2015/16

### На аматорському рівні
- Кубок України серед аматорів
  -  Володар (1): 2014

- Чемпіонат України серед аматорів
  -  Срібний призер (1): 2014